# لويس مايلستون

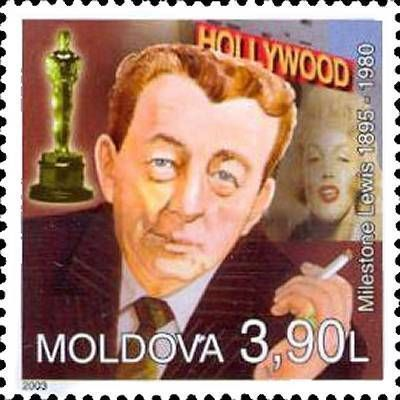
طابع عام 2003

لويس مايلستون (بالإنجليزية: Lewis Milestone)‏ (سمي عند ميلاده ليب ميلستين) (30 سبتمبر، 1895 - 25 سبتمبر، 1980) هو مخرج أفلام أمريكي وروسي المولد. واشتهر بإخراج فيلميّ الفارسان العربيان (Two Arabian Knights) عام (1927) والسكون التام في الجبهة الغربية (All Quiet on the Western Front)(1930)، الذين حصلا على جوائز الأوسكار لـأفضل مخرج. وقام أيضًا بإخراج الصفحة الأمامية (The Front Page) عام (ترشيح 1931)، ووفاة الجنرال في الفجر (The General Died at Dawn) (1936)، فئران ورجال (1940) (Of Mice and Men)، المحيط 11 (1960) (Ocean's 11)، والتمرد على المنحة (1962) (Mutiny on the Bounty).

## السيرة الذاتية
ولد مايلستون في كيشينيف، في بيسارابيا، في الإمبراطورية الروسية (حاليًا كيشيناو)، في مولدوفا لأسرة ذات إرث يهودي. وانتقل إلى الولايات المتحدة في 1912 قبل الحرب العالمية الأولى بقليل. وقد شغل مايلستون عددًا من الوظائف قبل التجنيد في فيلق الإشارة بالولايات المتحدة، حيث عمل كمخرج مساعد في الجيش في ضبط الأفلام خلال الحرب. وفي 1919، أصبح مواطنًا مجنسا في الولايات المتحدة.
بعد الحرب، ذهب مايلستون إلى هوليوود، حيث عمل في البداية كمولِّف (مونتير)، ثم مخرج مساعد. وقام هوارد هيوز بترقية مايلستون إلى مخرج، وكان فيلم الفارسان العربيان (Two Arabian Knights) في عام 1928 أحد جهوده المبكرة، والذي جعله ينال الأوسكار في حفل أولى جوائز الأوسكار. كما أخرج الجلبة (فيلم 1928)، وهو ينتمي لبداية أفلام العصابات، وساعد هيوز أيضًا في إخراج ملحمته ملائكة الجحيم (Hell's Angels) (والذي لم ينل أي تكريم عليه).
فاز مايلستون بـجائزة الأوسكار لفيلم السكون التام في الجبهة الغربية، وهو ذو تعديل كبير لرواية إريك ماريا ريمارك المناهضة للحرب. وجاء فيلمه التالي، الصفحة الأمامية، ليأتي بـبن هيكت/تشارلز ماك أرثر إلى الشاشة. ومنحته ترشيحًا آخر للأوسكار. وتميزت أعماله خلال ثلاثينيات وأربعينيات القرن الماضي من خلال الاستخدام المضيء والتصويري للكاميرا الانسيابية. وخلال تلك الفترة، أخرج النسخة الأصلية من فئران ورجال (Mice and Men). وأخرج نجم الشمال(The North Star)، والقلب البنفسجي (The Purple Heart)، ونزهة في الشمس (A Walk in the Sun) خلال سنوات الحرب العالمية الثانية وفي نهايتها. وقد دافع عن محاربة ألمانيا النازية وإمبراطورية اليابان في تلك الأفلام. بعد الحرب، تم وضعه في القائمة السوداء للشك في أنه متعاطف مع فئةٍ ما. وترك البلاد هو وزوجته متجهًا إلى أوروبا بعدما انتظر انتهاء الشيوعية: وقام بإخراج أفلام قليلة هناك. كما أخرج أفلامًا أخرى في الولايات المتحدة قبل الذهاب إلى أوروبا، ولكن لم يكن لتلك الأفلام في فترة ما بعد الحرب نفس التأثير الذي أحدثته أعماله الأولى. وعمل في التليفزيون على نطاقٍ واسع منذ بداية خمسينيات.
عاد مايلستون إلى الولايات المتحدة لإخراج المزيد من الأفلام: فيلم المحيط 11 حيث قام بالبطولة فريق Rat Pack الذي ضم فرانك سيناترا ودين مارتن، وفيلم التمرد على المنحة الذي قام ببطولته مارلون براندو. ونجح فيلم «المحيط 11» (Ocean's 11) نجاحًا تقليديًا، أما «المنحة» (Bounty)، فتصدر شباك التذاكر. وعاد بعد ذلك إلى العمل بالتليفزيون الذي لم يكن يحبه وذلك عندما لم يجد عملاً يقدمه في السينما، ثم ترك الإخراج عندما داهمه المرض بشدة. تُوفيّ ميلستون على إثر مضاعفات طبيعية في 25 سبتمبر، 1980، قبل عيد ميلاده الخامس والثمانين بقليل.
وكانت وصيته الأخيرة قبل وفاته في 1980 موجهة إلى الاستديوهات العالمية بإعادة فيلم السكون التام في الجبهة الغربية إلى مدته الأصلية. وقد نفذت في النهاية شركات عالمية وشركات أخرى متخصصة في حفظ الأفلام وصيته بعد حوالي عقدين، وتُعد تلك النسخة المعادة هي النسخة التي تتم مشاهدتها حاليًا في التليفزيون والفيديو المنزلي. ودُفِن مايلستون في مقبرة متنزه وستوود فيليدج التذكاري في لوس أنجلوس.

## جوائز الأوسكار
| السنة   | الجائزة        | الفيلم                         | النتائج |
| ------- | -------------- | ------------------------------ | ------- |
| 28-1927 | (كوميدي)       | الفارسان العربيان              | فوز     |
| 30-1927 | أفضل مخرج      | السكون التام في الجبهة الغربية | فوز     |
| 31-1927 | أفضل مخرج      | الصفحة الأمامية                | رُشِّح     |
| 1939    | الإنتاج البارز | فئران ورجال                    | رُشِّح     |

## قائمة الأفلام التي أخرجها
- 1918 – فرشاة الأسنان (The Toothbrush)
- 1918 – حالة (Posture)
- 1918 – إيجابي (Positive)
- 1919 – جدير بالفوز (Fit to Win)
- 1923 - حين يبدأ الشمال (*مونتير) (Where the North Begins)
- 1925 – المذنبون السبعة (Seven Sinners)
- 1926 – رجل الكهف (The Caveman)
- 1926 – كلونديك الجديدة (The New Klondike)
- 1926 – السلوكيات الجميلة (Fine Manners) (غير مُقدر)
- 1927 – الأخ الصغير (The Kid Brother) (غير مُقدر)
- 1927 – الفارسان العربيان (Two Arabian Knights)
- 1928 – جنة عدن (The Garden of Eden)
- 1928 – العاصفة (Tempest)
- 1928 – المضارب الرياضية (The Racket)
- 1929 – ليالي نيويورك (New York Nights)
- 1929 – الخيانة (Betrayal)
- 1930 - السكون التام في الجبهة الغربية (All Quiet on the Western Front)
- 1931 – الصفحة الأمامية
- 1932 – الخيانة (Betrayal)
- 1933 – Hallelujah, I'm a Bum
- 1934 – القبطان الذي يكره البحر (The Captain Hates the Sea)
- 1935 – باريس في الربيع (Paris in Spring)
- 1936 – كل شيء يذهب (Anything Goes)
- 1936 – وفاة الجنرال في الفجر (The General Died at Dawn)
- 1939 – فئران ورجال
- 1939 – ذات ليلة (The Night of Nights)
- 1940 – الشركاء المحظوظون (Lucky Partners)
- 1941 – حياتي مع كارولين (My Life with Caroline)
- 1943 – حافة الظلام (Edge of Darkness)
- 1943 – الصفحة الأمامية
- 1944 – ضيف في المنزل (Guest in the House)
- 1944 – القلب البنفسجي (The Purple Heart)
- 1945 – نزهة في الشمس (A Walk in the Sun)
- 1946 – حب مارثا إيفرس الغريب (The Strange Love of Martha Ivers)
- 1948 – قوس النصر (Arch of Triumph)
- 1948 – لا خطايا صغرى (No Minor Vices)
- 1949 – الفرس الأحمر (The Red Pony)
- 1951 – صالات مونتزوما (Halls of Montezuma)
- 1952 – البؤساء (Les Misérables)
- 1952 – الكنغر (Kangaroo)
- 1953 – ميلبا (Melba)
- 1954 – من يجرؤ (They Who Dare)
- 1955 – La Vedova X
- 1957 - "ألفريد هتشكوك (مسلسل تليفزيوني) (Alfred Hitchcock Presents)
- 1957 - "مسرح سكليتز (مسلسل تليفزيوني) (Schlitz Playhouse)
- 1957 - "الشك (Suspicion) (مسلسل تليفزيوني)
- 1958 – "Have Gun – Will Travel" (مسلسل تليفزوني)
- 1959 – Pork Chop Hill
- 1960 – المحيط 11 (Ocean's 11)
- 1962 – التمرد على المنحة
- 1963 - "The Richard Boone Show" (مسلسل تليفزيوني)
- 1963 - "السجن والمحاكمة (مسلسل تليفزيوني) (Arrest and Trial)

## قائمة الأفلام التي كتبها
- 1922 - Up and at 'Em
- 1924 - قنصل يانكي (The Yankee Consul)
- 1924 - Listen Lester
- 1925 - الدوامة الجنونية (The Mad Whirl)
- 1925 – البراءة الخطيرة  (Dangerous Innocence)
- 1925 - المضايق (The Teaser)
- 1925 – الشعر القصير (Bobbed Hair)

أيضًا ككاتب/مخرج:
- 1925 – المذنبون السبعة (Seven Sinners)
- 1928 – العاصفة (Tempest)
- 1930 - السكون التام في الجبهة الغربية
- 1940 – الشركاء المحظوظون (Lucky Partners)
- 1948 – قوس النصر (Arch of Triumph)
- 1955 – La Vedova X

## وصلات خارجية
- لويس مايلستون على موقع IMDb (الإنجليزية)
- لويس مايلستون على موقع الموسوعة البريطانية (الإنجليزية)
- لويس مايلستون على موقع روتن توميتوز (الإنجليزية)
- لويس مايلستون على موقع ألو سيني (الفرنسية)
- لويس مايلستون على موقع تيرنر كلاسيك موفيز (الإنجليزية)
- لويس مايلستون على موقع أول موفي (الإنجليزية)
- لويس مايلستون على موقع قاعدة بيانات الأفلام السويدية (السويدية)
- لويس مايلستون على موقع إن إن دي بي (الإنجليزية)
- لويس مايلستون على موقع قاعدة بيانات الفيلم (الإنجليزية)
- لويس مايلستون على موقع كينوبويسك (الروسية)

- لويس مايلستون على موقع فايند أغريف
- Lewis Milestone at Virtual History